# Renée Elise Goldsberry
Renée Elise Goldberry, född 2 januari 1971 i Santa Clara County, Kalifornien, är en amerikansk skådespelare och musikalartist. Hon är mest känd från den amerikanska musikalen Hamilton i rollen som Angelica Schuyler(2015-2016), och den sista uppsättningen på Broadway av Rent i rollen som Mimi (1996).
Andra roller inkluderar Nettie Harris i original uppsättningen av The Color Purple (2005), och Kate i David Lindsay-Abaires pjäs Good People (2011).
Goldberry har bland annat medverkat i TV-serien Girls5eva, She-Hulk: Attorney at Law och Altered Carbon.

## Filmografi (i urval)
- 2008 - Rent: Filmed Live on Broadway (Film)
- 2010–2016 – The Good Wife (TV-serie)
- 2015 – Sisters
- 2018–2020 – Altered Carbon (TV-serie)
- 2021–2022 – Girls5eva (TV-serie)
- 2022 – She-Hulk: Attorney at Law (TV-serie)
- 2025 – A House of Dynamite